# Florian Radu
Florian Radu, né le 8 avril 1920 à Bucarest et mort le 10 novembre 1991, est un footballeur puis entraîneur roumain.

## Biographie
Florian Radu fait ses débuts professionnels avec le FC Rapid Bucarest, le club de sa ville natale, en 1939. Il part du club en 1947, après avoir remporté trois Coupes de Roumanie, et réalise 74 matchs pour 35 buts. Son départ de la Roumanie est lié à la prise de pouvoir du communisme. Il part pour le club de Szentlőrinci SE, mais ne participe à aucun match en une saison.
Lors de la saison 1948-1949, il joue pour l'Associazione Sportiva Roma, mais ne bénéficie que d'un faible temps de jeu (cinq matchs pour deux buts). Il part la saison suivante pour un club plus modeste, Cosenza Calcio, évoluant en deuxième division italienne et joue 19 matchs en l'espace d'une saison.
Il part ensuite pour un club amateur, le SC Marsala, joue 26 matchs et prend sa retraite en tant que joueur. Ponctuée de trois victoires en Coupe de Roumanie, la carrière de Florian Radu compte aussi une sélection en équipe de Roumanie, en 1942, lors d'un match contre la Croatie ; il marque un but, mais les deux sélections font match nul sur le score de 2-2.
Après sa retraite, il devient l'entraineur du Stade athlétique spinalien, club français, de 1956 à 1957.

## Palmarès
- Vainqueur de la Coupe de Roumanie en 1940, 1941, 1942